# Urban Lindgren
Pour les articles homonymes, voir Lindgren.
Urban Lindgren (né le 18 avril 1973) est un ancien fondeur suédois.

## Palmarès

### Championnats du monde
- Championnats du monde de 2001 à Lahti  Finlande:
  -  Médaille d'argent en relais 4 × 10 km